# Monmouthshire
| Traditionelle Grafschaft Monmouthshire | Traditionelle Grafschaft Monmouthshire |
| -------------------------------------- | -------------------------------------- |
| Lage in Wales                          |                                        |
| Hauptstadt                             | Usk                                    |
| Fläche                                 | 1.403 km²                              |
| Bevölkerung                            | 443.689 (1961)                         |
| Bevölkerungsdichte                     | 316 Ew./km²                            |

Monmouthshire (Walisisch: Sir Fynwy) ist eine von 22 Principal Areas in Wales. Monmouthshire war auch der Name einer traditionellen Grafschaft von Wales. Der Verwaltungssitz ist in Usk.

## Name
Der Name leitet dich von der Stadt Monmouth ab, dem traditionellen Gerichtsort der Grafschaft. Die Principal Area Monmouthshire bezeichnet sich selbst als County (d. h. Grafschaft). Monmouthshire war auch der traditionelle englische Name einer der dreizehn traditionellen Grafschaften von Wales, diese hat als solche aber weiter gefasste Grenzen als die Principal Area. Seit 1974 wird auch im englischen der Name Gwent für das Gebiet der traditionellen Grafschaft benutzt, bzw. von Organisationen die dieses Gebiet abdecken. Auch die von 1974 bis 1996 existierende Verwaltungsgrafschaft, die das ganze Gebiet der traditionellen Grafschaft abdeckte, hieß auf Englisch Gwent County Council.

## Geographie
Monmouthshire grenzt im Süden an den Bristolkanal und im Osten an die englische Grafschaft Gloucestershire. Der River Wye bildet dabei die Grenze zwischen England und Wales. Nordöstlich schließt die englische Grafschaft Herefordshire an. Im Nordwesten grenzt Monmouthshire an Powys und Blaenau Gwent County Borough, im Westen an Torfaen und im Südwesten an Newport.
Das Gebiet des Verwaltungsbezirks ist überwiegend ländlich geprägt. Nur der äußerste Süden zwischen Newport und Bristol ist dichter besiedelt, wobei dort dann über der Hälfte der Bevölkerung lebt. Monmouthshire wird von den Flüssen Usk, Monnow und Wye durchzogen. Der Nordwesten ist bergig.

## Größere Orte
- Abergavenny – größter Ort der Grafschaft
- Caldicot
- Chepstow
- Gilwern
- Magor
- Monmouth
- Raglan
- Usk

## Geschichte
Das historische Monmouthshire entstand im Jahr 1535, als England über die Gesetze zur Eingliederung Wales in seinen Rechtsraum eingliederte. Es war eine der dreizehn Grafschaften von Wales und umfasste das gesamte Gebiet zwischen der Grenze zu England, den Brecon Beacons und dem Fluss Rhymney. Im Norden grenzte Monmouthshire an Brecknockshire, im Nordosten an Herefordshire, im Osten an Gloucestershire und im Westen an Glamorgan. D. h., es umfasste die heutigen Verwaltungsbezirke Blaenau Gwent, Torfaen, Newport und die östliche Hälfte von Caerphilly und entsprach damit in etwa dem ehemaligen Königreich Gwent. Der Bristol-Kanal und der Fluss Wye begrenzten wie heute Monmouthshire im Süden bzw. Osten. Die Grafschaft wurde nach ihrem Verwaltungssitz Monmouth benannt.
1542 wurde Monmouthshire in sechs hundreds, kleinere Verwaltungseinheiten, unterteilt: Abergavenny, Caldicot, Raglan, Skenfrith, Usk und Wentloog. Zudem gab es mit Monmouth, Newport und Usk drei Boroughs, d. h. eigenständige Gemeinden.
Durch das Municipal Corporations-Gesetz wurden in Monmouth und Newport 1835 gewählte Stadträte eingesetzt. In Usk blieb das alte System bis 1886 erhalten. Durch die Gesundheitsgesetze entwickelten sich ab 1848 neue Verwaltungsformen in den städtischen Gebieten. Als Antwort auf Choleraepidemien wurden lokale Gremien gegründet, die unter anderem für eine geregelte Wasserversorgung und mehr Sauberkeit sorgen sollten. 1875 wurden auch die ländlichen Gebiete im Zuge dieser Bewegung in so genannte sanitary districts unterteilt.
1889 wurde Monmouthshire durch das Local Government-Gesetz eine Art „Verwaltungsgrafschaft“, die von einem gewählten Rat regiert wurde. Zu dem ursprünglichen Gebiet kamen Teile des südlichen Breconshires hinzu. Der Rat tagte in Newport und nicht mehr im ursprünglichen Verwaltungssitz Monmouth. Auch als Newport 1891 ein County Borough, d. h. eine Art kreisfreie Stadt, wurde und damit nicht mehr zu Monmouthshire gehörte, blieb es weiterhin Hauptsitz des Rates von Monmouthshire.
Das Local Government-Gesetz von 1894 unterteilte Monmouthshire basierend auf den sanitary districts in städtische und ländliche Bezirke.
Bis 1974, als die Verwaltungsgrafschaft Monmouthshire und das County Borough Newport zugunsten der neuen Grafschaft Gwent aufgelöst wurden, veränderten sich die Grenzen kaum mehr. Gwent bestand aus den fünf Districts Newport, Islwyn, Monmouth, Torfaen und Blaenau Gwent.
Bei der Verwaltungsreform von 1996 wurden Gwent und seine Districts aufgelöst. Eine neue Principal Area Monmouthshire wurde im Rahmen der Einführung der einstufigen Lokalverwaltung aus dem District Monmouth und Teilen des Districts Blaenau Gwent gebildet. Der heutige Verwaltungsbezirk, der den Status eines County besitzt, umfasst etwa 60 % der Fläche der historischen Grafschaft, aber nur 20 % ihrer Bevölkerung.

## Kommunalwahlergebnisse
| Jahr | Labour | Conservative Party (Konservative) | Unabhängige Kandidaten | Liberal Democrats (Liberaldemokraten) | Plaid Cymru (Walisische Nationalpartei) | Green Party (Grüne) | Sitze insgesamt |
| ---- | ------ | --------------------------------- | ---------------------- | ------------------------------------- | --------------------------------------- | ------------------- | --------------- |
| 1995 | 25     | 11                                | 4                      | 1                                     | 0                                       | 0                   | 41              |
| 1999 | 19     | 18                                | 4                      | 3                                     | 0                                       | 0                   | 43              |
| 2004 | 9      | 23                                | 5                      | 4                                     | 2                                       | 0                   | 43              |
| 2008 | 7      | 29                                | 1                      | 5                                     | 1                                       | 0                   | 43              |
| 2012 | 11     | 19                                | 10                     | 3                                     | 0                                       | 0                   | 43              |
| 2017 | 10     | 25                                | 5                      | 3                                     | 0                                       | 0                   | 43              |
| 2022 | 22     | 18                                | 5                      | 0                                     | 0                                       | 1                   | 46              |

## Sehenswürdigkeiten

### Burgen & Burgruinen
Monmouthshire ist Teil der Welsh Marches, d. h. der Grenzregion zwischen Wales und England. Diese war im Laufe der Jahrhunderte Schauplatz vieler Konflikte war, dementsprechend hat die zahlreichen Burgen und Ruinen:
- Abergavenny Castle
- Caldicot Castle
- Chepstow Castle, die älteste erhaltene Festung Großbritanniens
- Grosmont Castle
- Raglan Castle
- Skenfrith Castle
- Usk Castle
- White Castle

### Wye Valley
Das Wye-Tal gilt als „Naturlandschaft außergewöhnlicher Schönheit“. Der Wye, Großbritanniens fünftlängster Fluss, fließt im Grenzgebiet zwischen Wales und England und bildet zwischen Monmouth und seiner Mündung die historische Grenze zwischen den Ländern. Neben seiner natürlichen Schönheit finden sich im Flusstal Spuren frühzeitlicher Menschen sowie die Klosterruine Tintern Abbey. Das Dorf Tintern ist eines der Hauptzentren des Tourismus im Wye-Tal.

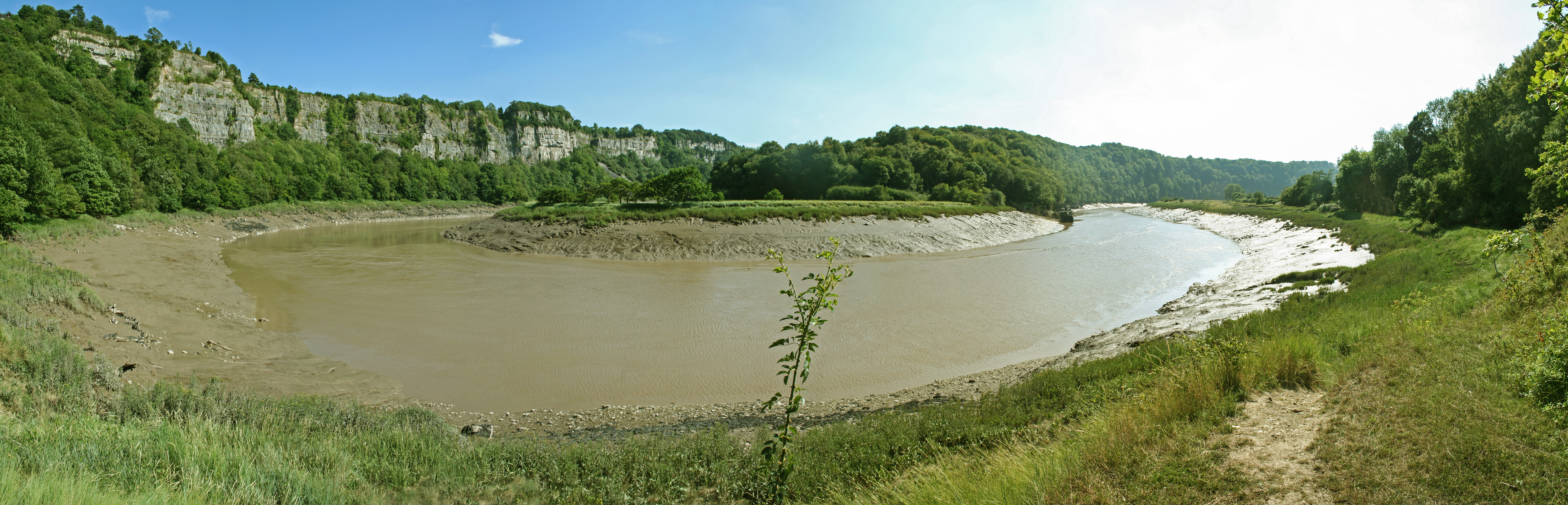
River Wye im Lancat und Ban y Gore Natur-Reservat
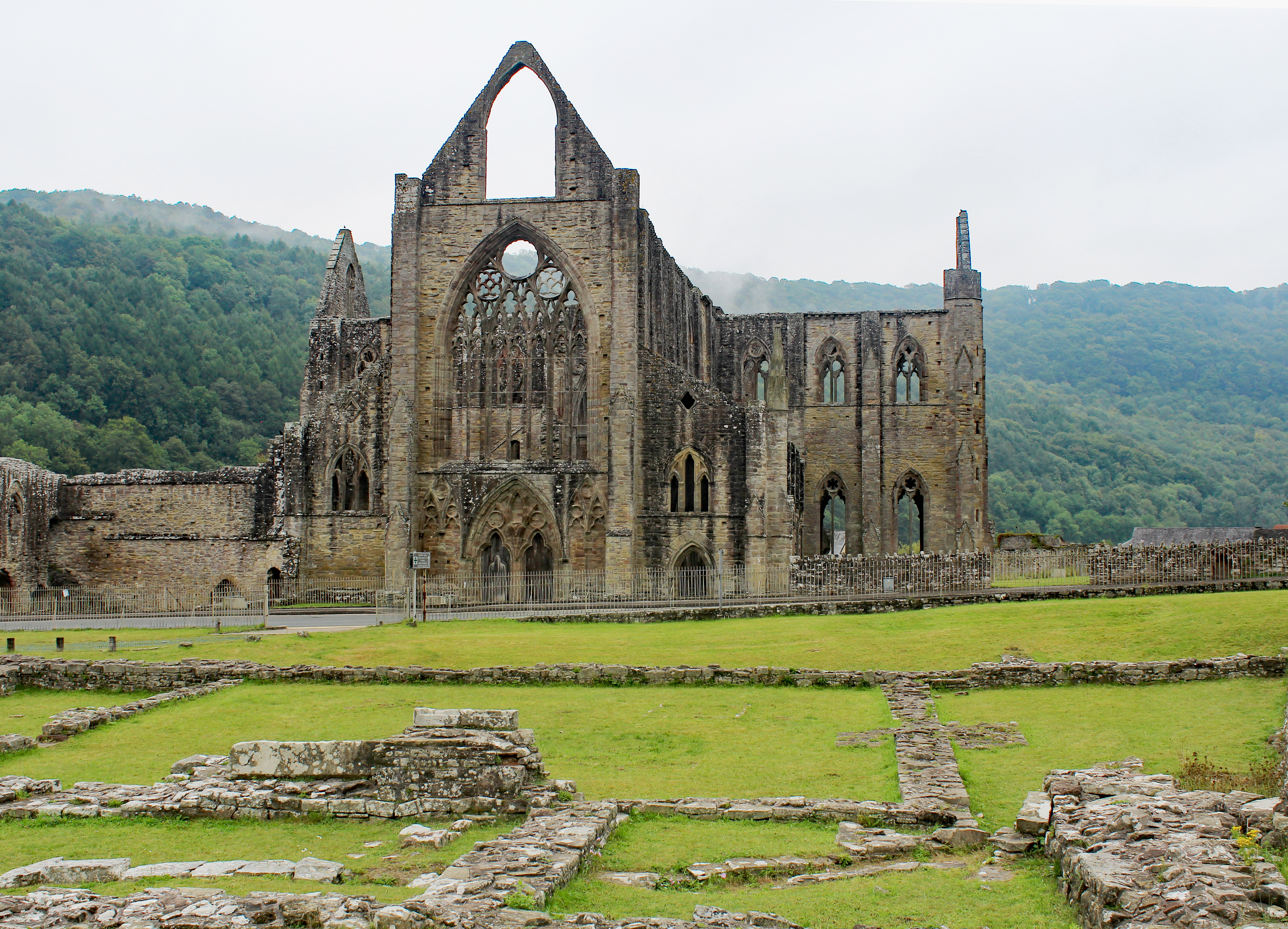
Tintern Abbey

### Weiteres
- In Nordwesten hat Monmouthshire Anteil am Bannau-Brycheiniog-Nationalpark, insbesondere dem östlichen Teil, den Black Mountains und dem Skirrid.
- Bei Caerwent befinden sich die Überreste der Römerstadt Venta Silurum
- Bei dem Dorf Trellech, das einst eine der wichtigsten walisischen Städte im Mittelalter war, befindet sich beispielsweise eine Reihe Menhire aus der Bronzezeit, die Harold’s Stones. Zudem finden dort archäologische Ausgrabungen statt, um die Überreste der zerstörten historischen Stadt freizulegen.
- Zeugnis früher Missionstätigkeit bretonischer Mönche ist die Kirche St. Wonnow südwestlich von Monmouth.
- Im Weiler Cwmyoy befindet sich die St Martin’s Church, die als „schiefste“ Kirche Großbritanniens gilt.
- Durch den östlichen Rand ziet sich der Offa’s Dyke Path, ein 284 km langer Fernwanderweg entlang der englisch-walisischen Grenze
- Gaer Llwyd ist ein beschädigter Dolmen.

## Trivia
Die Stadt ist Namensgeber einiger Kriegsschiffe.